# 嘉约翰
嘉约翰（John Glasgow Kerr，1824年—1901年），美国人，美北长老会教徒，最早至中国的著名传教士兼医生之一。出生于俄亥俄州邓坎斯维尔（Duncansville），1847年于费城杰佛逊医学院毕业。1853年首度抵达中国，1854年在广州开始以行医传教。1856年由于第二次鸦片战争，他的诊所遭到破坏，被迫返回美国。1859年重返广州，接手美国公理会伯驾医生1835年创办的博济医院。1866年该医院又开办博济医学堂，招收学生，培养医学人才，他也亲自编译教材。
1886年参与创建大中華第一个医学社团——中国医学传教士联合会(中文名称为博医会)，任首任会长和会刊《博医传报》主编。1898年在广州建立了亞洲第一間精神病医院——惠爱医癲院。1901年下半年，嘉約翰患上痢疾伴其他嚴重併發症，因而病逝，遺體被葬在廣州城外二望崗之陽的基督教墳場，位於白雲山、黃花崗和瘦狗嶺之間。共和國後由於1950年代尾墓地被當局徵用，嘉約翰墓被就地销毁，石料優質而被人拿走挪用。直到2013年，在刘明远等4位市政协委员通过一份联名提案後，嘉约翰墓地得以在黄庄廣州市基督教公墓重修。2014年尾嘉约翰遗骨及其家屬遗骸正式落土，复原墓园合修称之为嘉园。

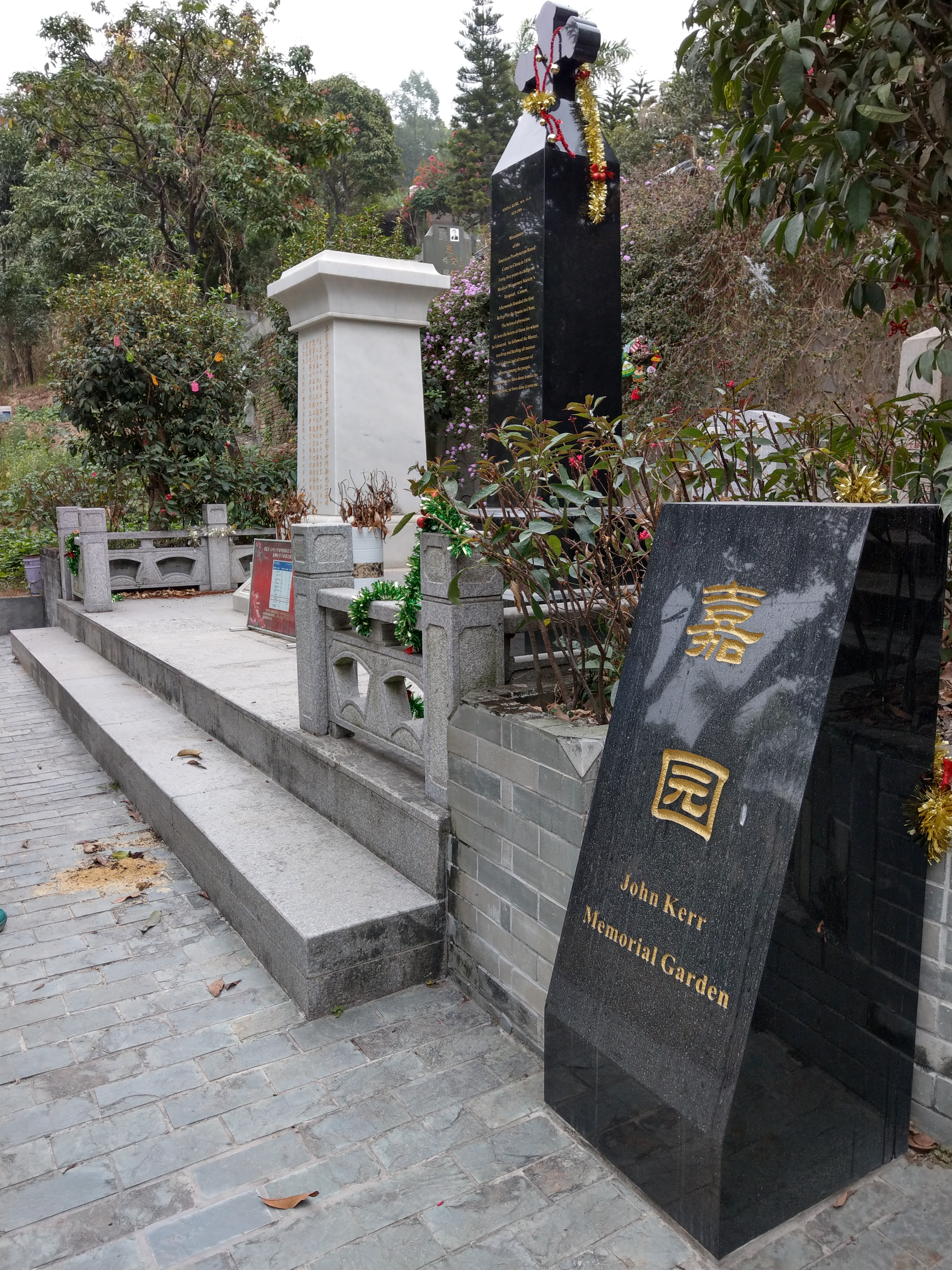
廣州基督教公墓內之嘉園（嘉約翰醫生之墓）

孙中山先生曾在1886年就读于博济医学堂。